# Triphosa inca
Triphosa inca är en fjärilsart som beskrevs av Louis Beethoven Prout 1910. Triphosa inca ingår i släktet Triphosa och familjen mätare. Inga underarter finns listade i Catalogue of Life.